# مدال جلادت

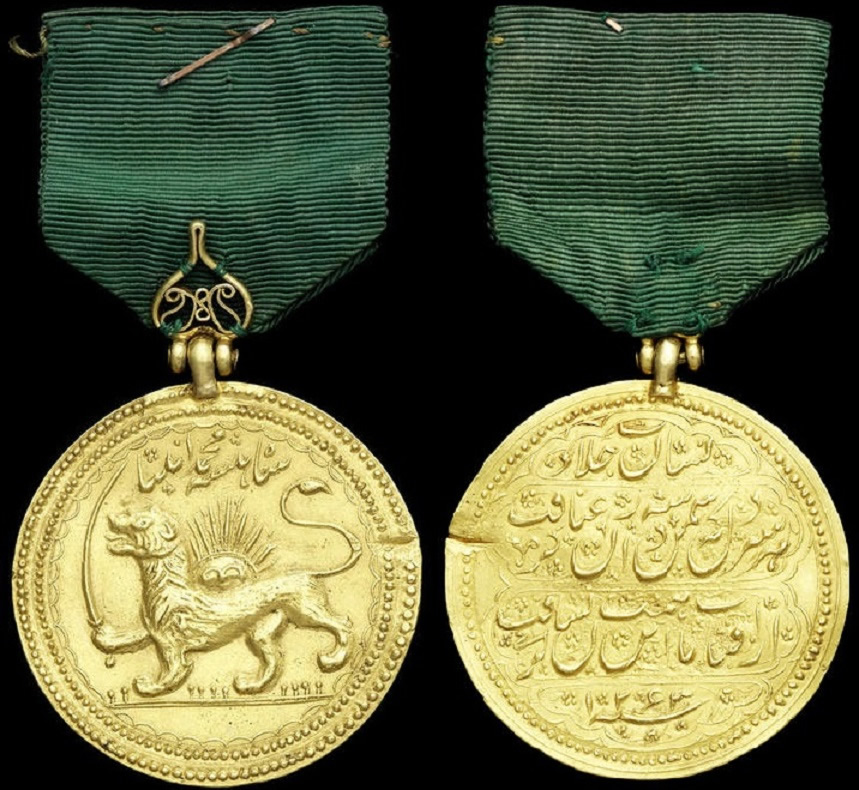
نشان درجه یک جلادت محمدشاه قاجار

مدال جلادت یا نشان شیردل یکی از نشان‌های نظامی دورهٔ قاجار است که در زمان محمدشاه قاجار ایجاد گردید و ساخت آن تا پایان حکومت قاجار ادامه یافت. این مدال به کسانی که در قشون نظامی حکومت قاجار خدمت نموده و قابلیت‌ها و جنگاوری شایسته‌ای از خود نشان می‌دادند اعطا می‌شد.

## نام‌گذاری، طراحی و ساخت

### نام‌گذاری
این نشان، نام خود را از عبارتی که برای نخستین بار و همزمان با آغاز طراحی این مدال در زمان محمدشاه قاجار بر روی آن درج شده گرفته‌است. در زمان شاهان دیگر قاجار تنها اشعار این مدال باقی ماند و عبارت «نشان جلادت» حذف گردید. از این رو و با توجه به شعر به‌کار رفته به «مدال شیردل» نیز شهرت پیدا کرده‌است.
واژه جلادت به معنای چُستی،چابکی و دلیری تعریف می شود و جلادت داشتن، دلیری و چابکی داشتن است. بیشتر کشورهای جهان دارای ارتش ملی و افراد نظامی عالی رتبه هستند که بایستگی نگهداری از مرزها و استقلال و پشتیبانی مردم خود در برابر تهدیدهای گوناگون دارند و در همه این ممالک به افرادی که در قشون ملی شایستگی و دلاوری از خود نشان می دهند مدال هایی اعطا می گردد تا رتبه و لیاقت او بر همگان آشکار گردد و یک برتری معنوی و مادی به وجود می آورد. همچنین این مدال ها باعث پیشرفت شخصیت اجتماعی آن نظامی در بین همتایان جهانی خود می شود. 

### طراحی
طراحی مدال شیردل در زمان‌های مختلف در دورهٔ قاجار با تغییراتی همراه بود اما به‌طور عمومی یک نشان مدوّر و دوطرفه بود که در روی خود دارای عنوان شاه در مرکز و یک بیت شعر در اطراف و در پشت خود دارای نشان شیر و خورشید و شاخه‌های بلوط و زیتون بود که در پایین با یک روبان به هم وصل شده بودند.

این بیت شعر به شرح زیر است:
| هر شیردل که دشمن شه را عنان گرفت |  | از آفتاب همت ما این نشان گرفت |

در این نشان منظور از آفتاب همت، نقش خورشیدی است که در پشت شیر حک شده بود. یکی از ویژگی‌های این مدال علاوه بر دوطرفه بودن، داشتن تاریخ ضرب و تغییر آن با توجه به سال ساخت بود که از این دو نظر، شباهت زیادی به سکه داشت.

#### درجات مدال
این نشان، سه درجه داشت:
- نقره (۴ مثقال با بند سفید): به سرباز، وکیل و سرجوقه اعطا می‌شد.
- مطلا (نقره با آبکاری طلا به وزن سه و نیم مثقال با بند سرخ): به بیک‌زاده و وکیل‌باشی اعطا می‌شد.
- طلا (سه مثقال و نیم با بند سبز): به نایب اعطا می‌شد.

برای هر یک از این نشان‌ها از طرف دولت مواجبی در نظر گرفته شد: مدال نقره ۲۵ هزار دینار، مطلا ۵ تومان و طلا ۱۰ تومان.

### ساخت
ساخت این مدال کاملاً وابسته به شرایط ضرابخانهٔ دوره قاجار در ایران بود؛ زیرا بر خلاف بسیاری از مدال‌های این دوره که برای ساخت آن‌ها به کشورهای اروپایی به‌خصوص فرانسه سفارش داده می‌شد، این مدال در ایران تولید می‌شد. از این‌رو تا قبل از ورود دستگاه ضرب سکه، این مدال به‌صورت ضرب چکشی تهیه می‌شد و همزمان با ورود دستگاه ضرب سکه توسط ناصرالدین‌شاه، این مدال نیز همانند سکه‌ها به‌صورت ماشینی تهیه و ضرب شد. پس از ماشینی شدن ساخت این مدال، نقش آن بر پولک‌های سکه‌های آن زمان ضرب می‌شد؛ به‌طوری‌که وزن و اندازهٔ این مدال مشابه سکه‌های پنج‌هزار دیناری نقره و پنج تومانی طلا بود.
پس از اتمام عملیات ضرب، یک حلقه در بالای مدال به آن متصل می‌شد و پس از اضافه شدن یک روبان به یک نشان آویز تبدیل می‌گردید.

## تغییرات طراحی نشان جلادت

### نشان جلادت محمد شاه

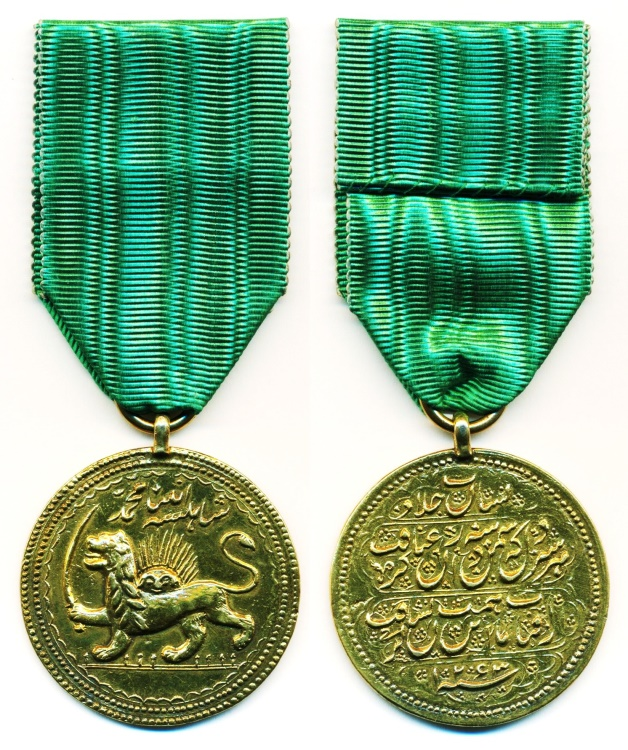
نشان درجه دو جلادت محمدشاه قاجار

این مدال در زمان محمدشاه در روی خود دارای نقش شیر و خورشید و عنوان شاه در بالای آن به‌صورت «شاهنشه انبیا محمّد» بود. نام محمدشاه قاجار با همین عنوان بر روی سکه‌های رایج این دوره نیز دیده می‌شود.
در پشت این مدال، عنوان این مدال در بالا با عبارت «نشان جلادت» و در زیر آن دو مصراع شعر مربوط در دو خط درج شده‌است. تاریخ ضرب نیز در پایین مدال دیده می‌شود.
از ویژگی‌های طراحی این مدال در این زمان، نقش شیر و خورشید آن است؛ چراکه برخلاف سایر نقوش شیر و خورشید، صورت شیر در این مدال به‌صورت رو به جلو و در حالت نیمرخ طراحی گردیده‌است. نامگذاری این مدال به‌صورت «نشان جلادت» نیز برگرفته از عبارت مندرج در پشت این مدال است که در سایر مدال‌های جلادت دورهٔ قاجار دیده نمی‌شود. همچنین قالب به‌کار رفته برای ضرب نشان‌های طلا و نقره در این زمان، یکسان نیست که این تفاوت از بررسی عبارت «شاهنشه انبیا محمد» در دو مدالی که در ۱۲۶۳ هجری ضرب شده‌اند مشخص می‌شود.

### نشان جلادت ناصرالدین شاه
همان‌طور که پیش از این گفته شد، نشان جلادت در این زمان همانند سکه‌ها به دو صورت چکشی و ماشینی ساخته شده‌است.

#### نشان جلادت چکشی ناصرالدین شاه
این مدال که عموماً از جنس نقره ساخته شده در روی خود دارای عنوان شاه به صورت «السلطان بن‌السلطان ناصرالدین شاه قاجار» و شعر مخصوص این مدال در چهار قسمت در اطراف آن و در پشت خود دارای نقش شیر و خورشید در مرکز، تاج کیانی در بالا، شاخه‌های بلوط و زیتون در اطراف، یک روبان در زیر و آیهٔ اول سوره فتح است. 

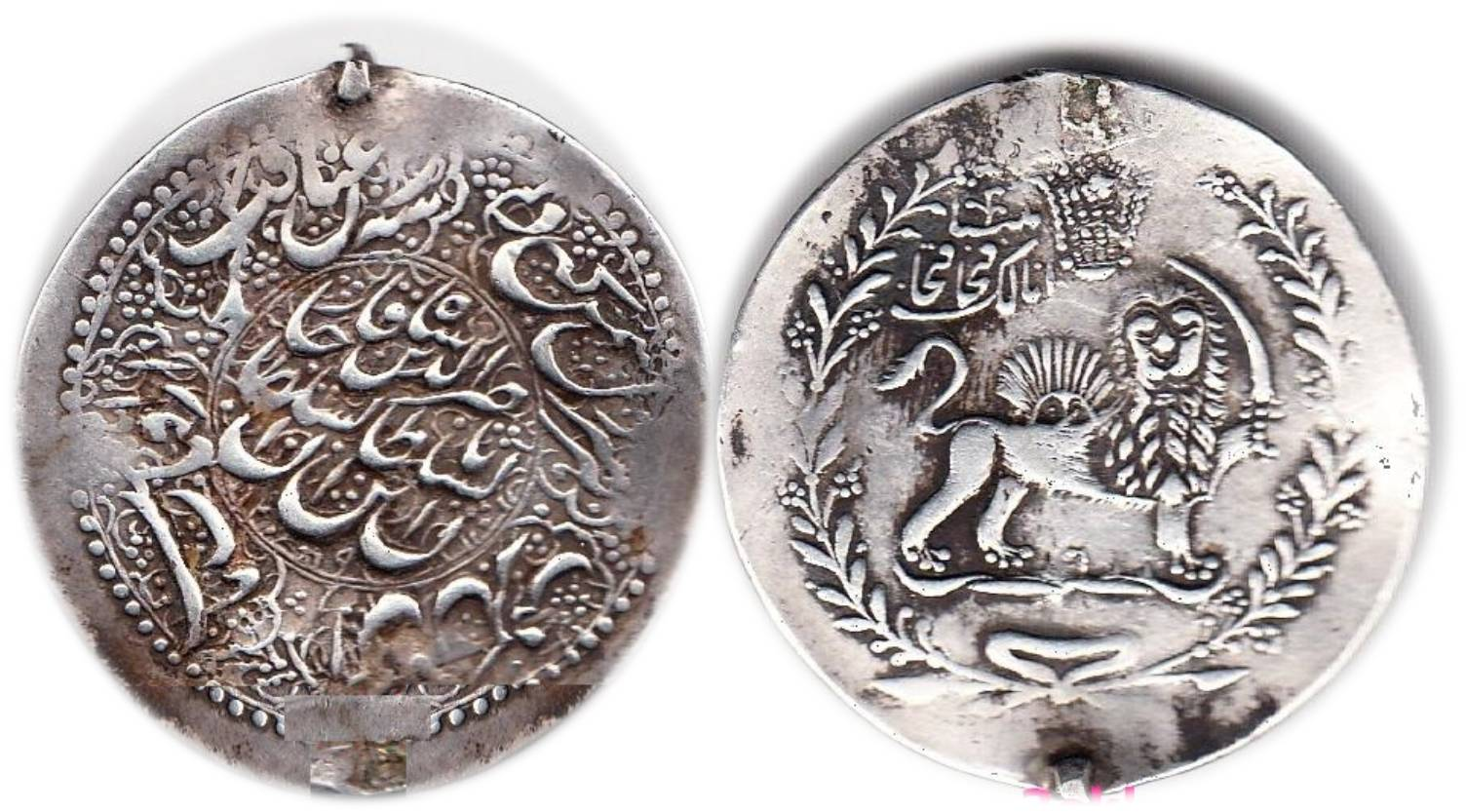
نشان جلادت ناصرالدین شاه با شیر معکوس؛ ۱۲۰۹ هجری
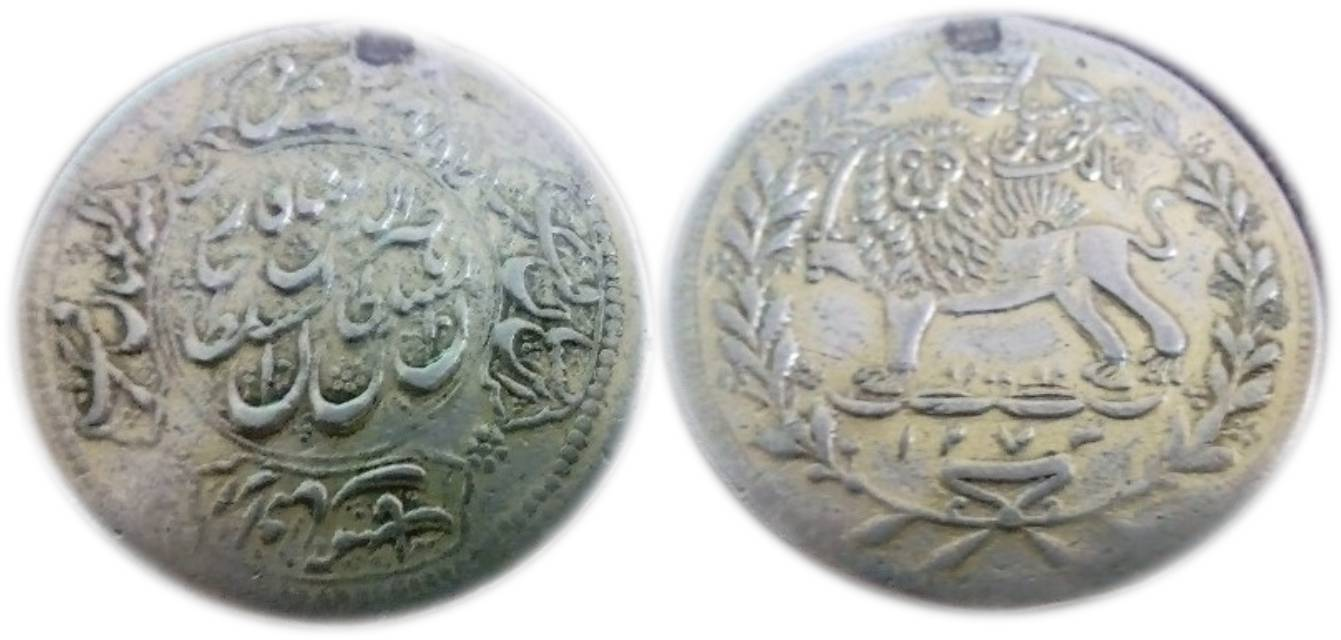
نشان جلادت ناصرالدین شاه؛ ۱۲۷۳ هجری
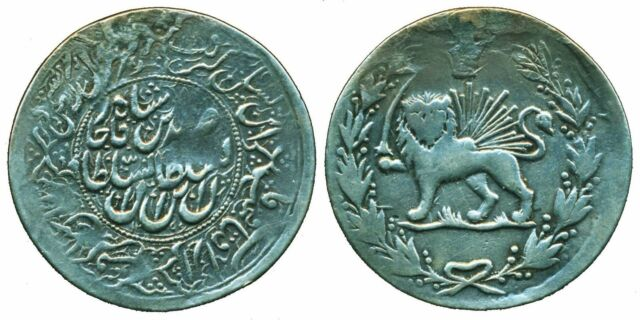
نشان درجه دو جلادت ناصرالدین شاه؛ ۱۲۹۶ هجری از آخرین نشانهای جلادت چکشی قاجار است.
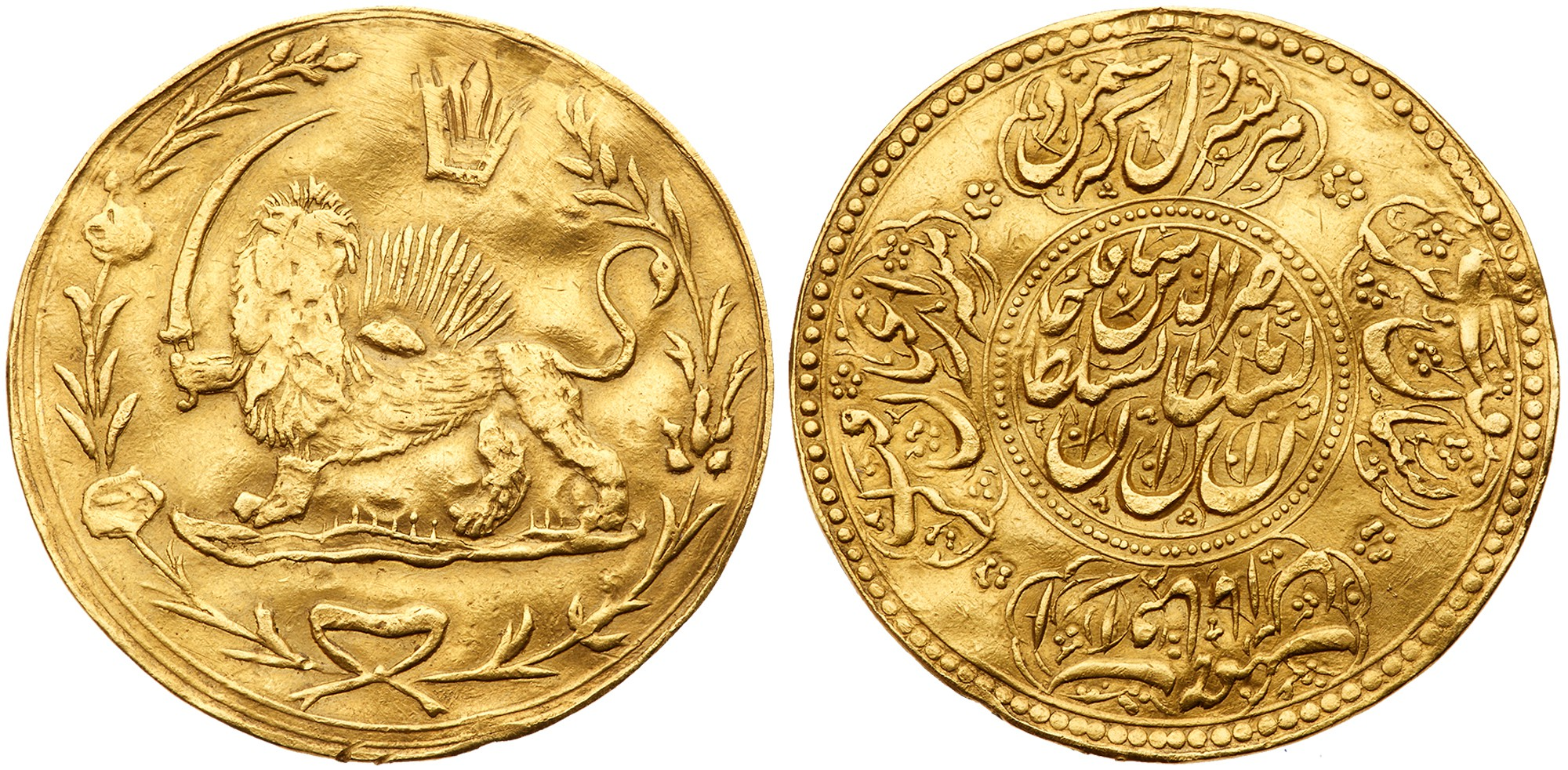
نشان جلادت درجه یک چکشی ناصرالدین شاه

#### نشان جلادت ماشینی ناصرالدین شاه

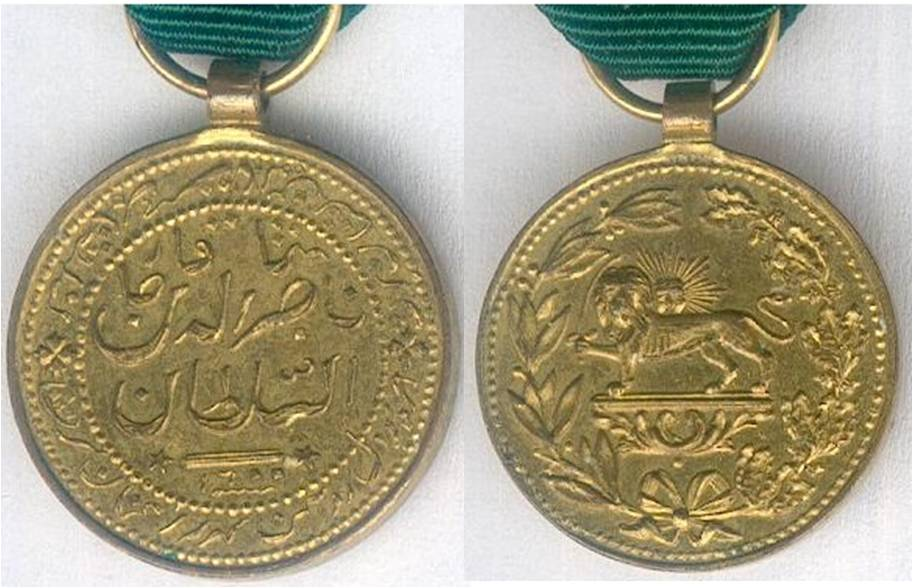
نشان نمونه جلادت ناصرالدین شاه با قطر ۱۶ میلیمتر

نشان جلادت در این زمان از سه جنس مس، نقره و طلا ساخته شده و به سه درجهٔ یک، دو و سه تقسیم‌بندی شده‌اند. نشان درجه یک از جنس طلا و از نظر وزن معادل سکهٔ پنج تومانی بود. نشان درجه دو از جنس نقره و هم وزن سکهٔ پنج‌هزار دیناری یا پنج قرانی ساخته شده بود. عبارات روی مدال همان عبارات نشان جلادت چکشی است و تنها در مدال جلادت مربوط به سال ۱۳۱۱ هجری قمری، با اضافه شدن کلمه صاحبقران، عنوان شاه به‌صورت «السّلطان صاحبقران ناصرالدین شاه قاجار» تغییر کرد. همچنین در این سال به دلیل کمبود فضا در روی مدال، کلمه سنه نیز از کنار تاریخ ضرب حذف شده‌است. برخی حروف از کلمات شعر مخصوص این نشان، نقطه‌گذاری نشده‌اند که شامل حرف «شـ» در کلمات شیر و دشمن و حرف «نـ» در کلمه نشان است. اما کلمات شیر و نشان در مدال ضرب‌شده در تاریخ ۱۲۹۲ دارای تعداد نقاط صحیح هستند. تاریخ ضرب نشان جلادت در سال ۱۳۰۱ هجری قمری دچار خطای ضرب است؛ به‌طوری‌که چهار رقم سال ضرب، تبدیل به پنج رقم و به‌صورت ۱۲۹۲ شده‌است. 

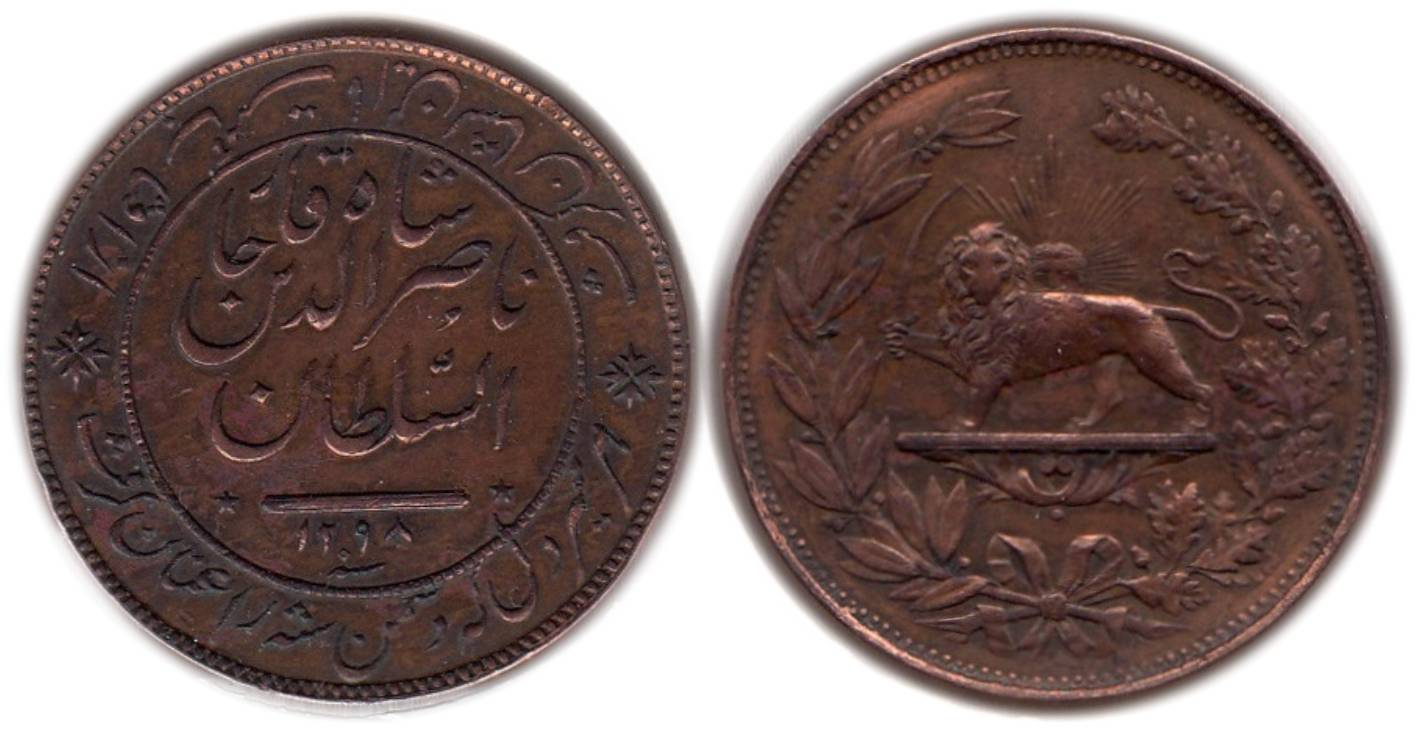
نشان مسی جلادت ناصرالدین شاه؛ ضرب ۱۲۹۸
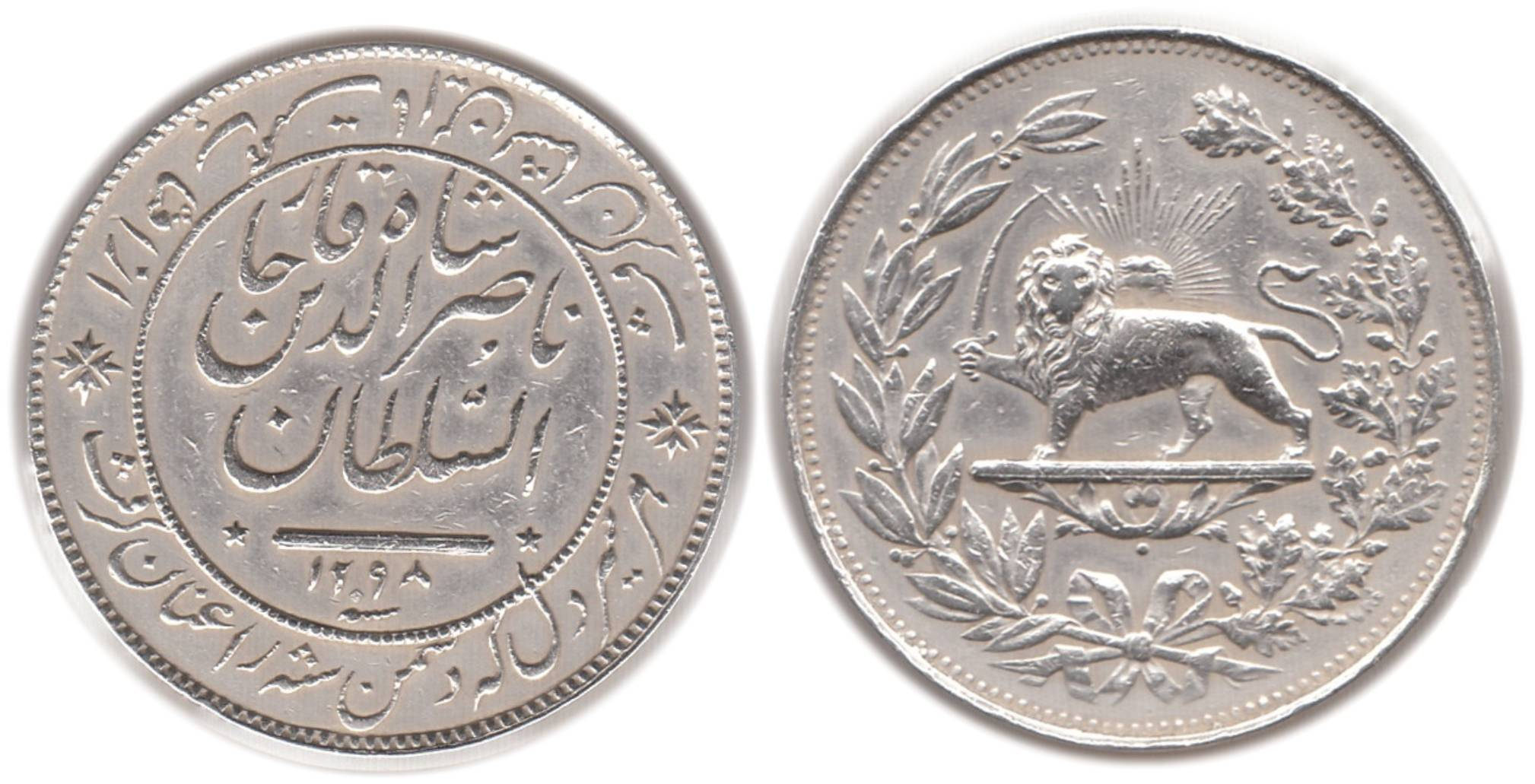
نشان درجه دو جلادت ناصرالدین شاه؛ ضرب ۱۲۹۸ هجری
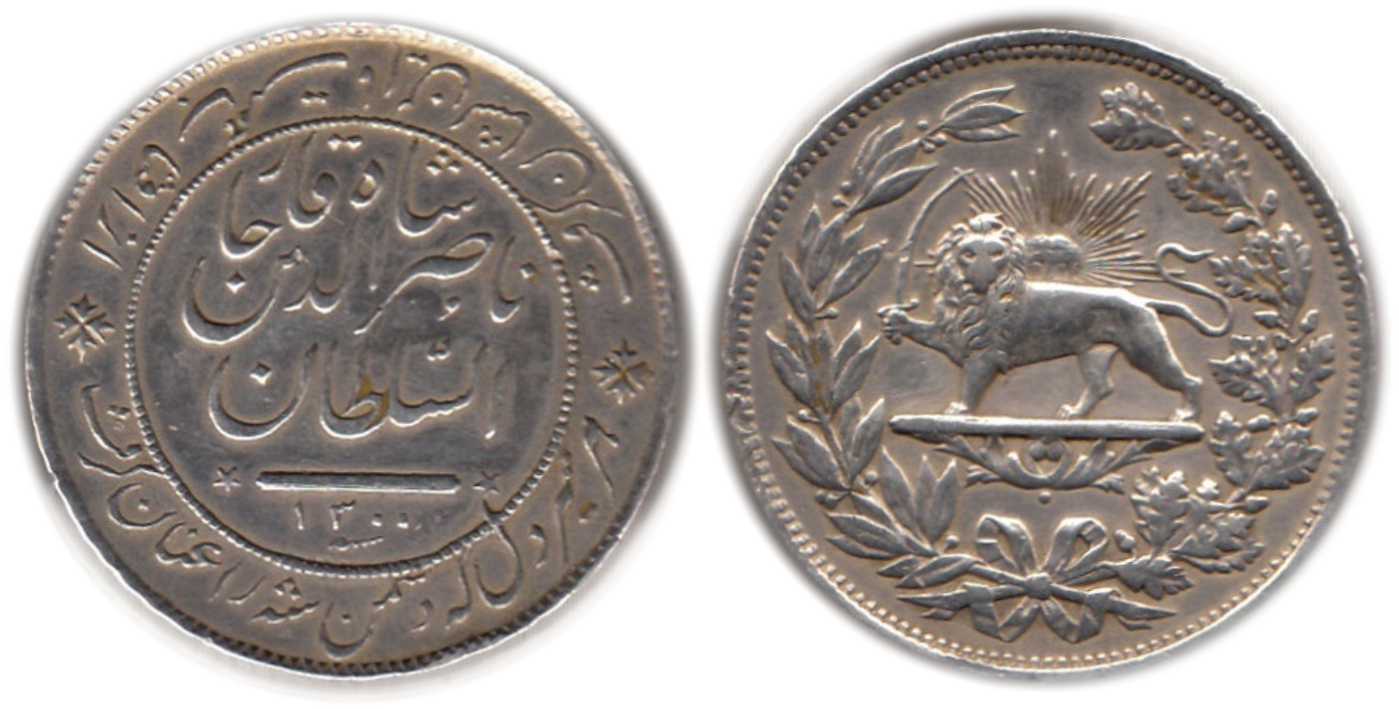
نشان درجه دو جلادت ناصرالدین شاه؛ ضرب ۱۳۰۰ هجری
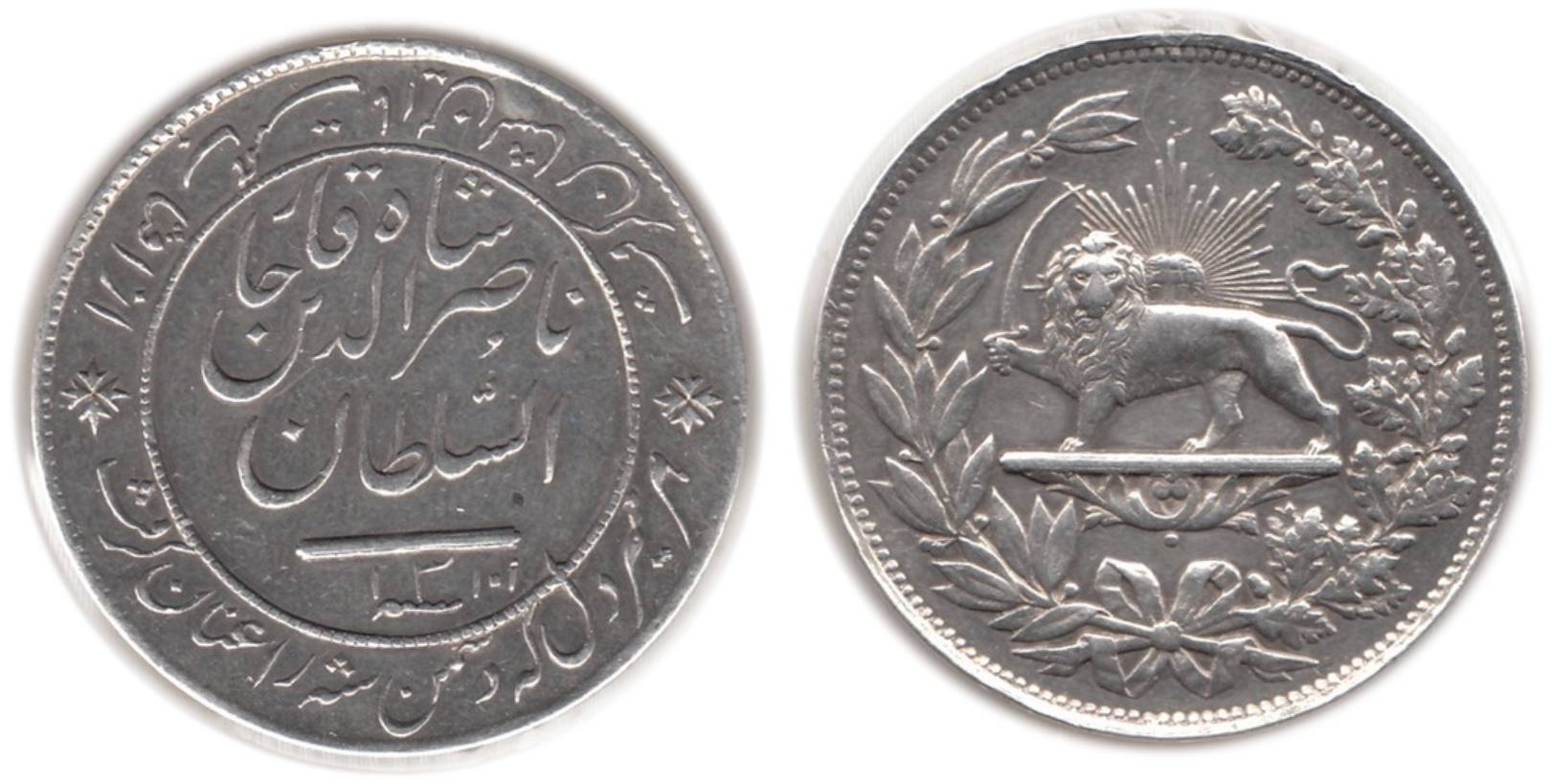
نشان درجه دو جلادت ناصرالدین شاه؛ ضرب ۱۳۰۱ هجری. تاریخ ضرب دچار خطا (ارور تاریخ) است.
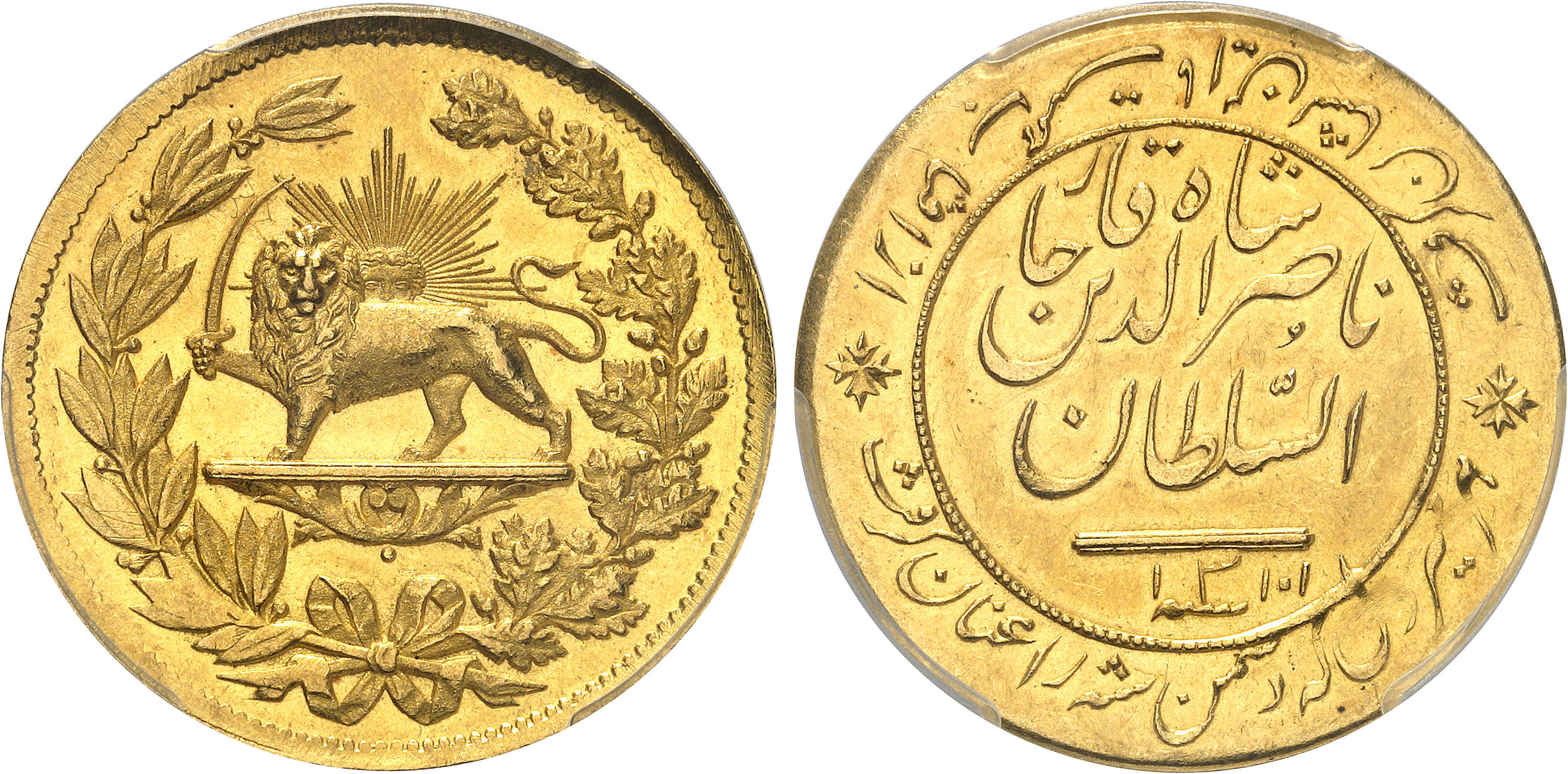
نشان درجه یک جلادت ناصرالدین شاه، ضرب ۱۳۰۱ هجری با خطا در تاریخ ضرب
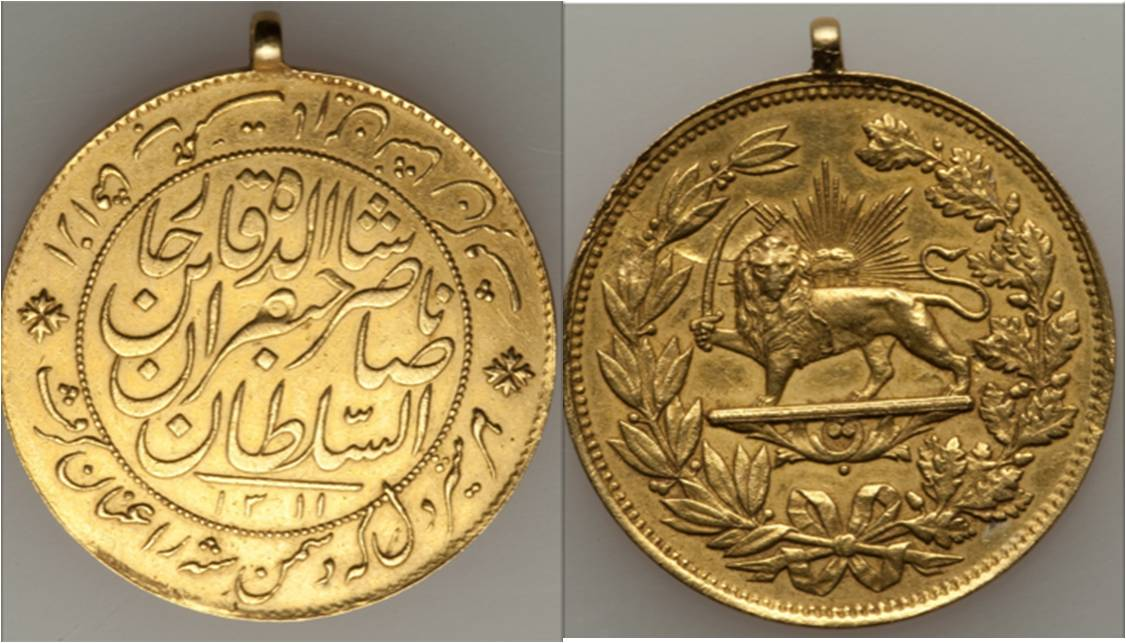
نشان درجه یک جلادت ناصرالدین شاه؛ ۱۳۱۱ هجری

### نشان جلادت مظفرالدین شاه
شکل ظاهری این نشان در زمان مظفرالدین‌شاه قاجار نسبت به ناصرالدین‌شاه، تغییر چندانی نکرد و تنها نقش شیر و خورشید در دو طرح متفاوت ضرب شده‌است. در نشان جلادت این دوره، کلمهٔ سنه از کنار تاریخ ضرب حذف و یک خط کوتاه جایگزین آن شده‌است. نشان‌های جلادتی در این دوره وجود دارد که رسم‌الخط آن به‌صورت نستعلیق نبوده و از این نظر با خطی زیبا طراحی نشده‌اند که می‌تواند حاکی از آن باشد که قالب آن در ایران طراحی نشده‌است.

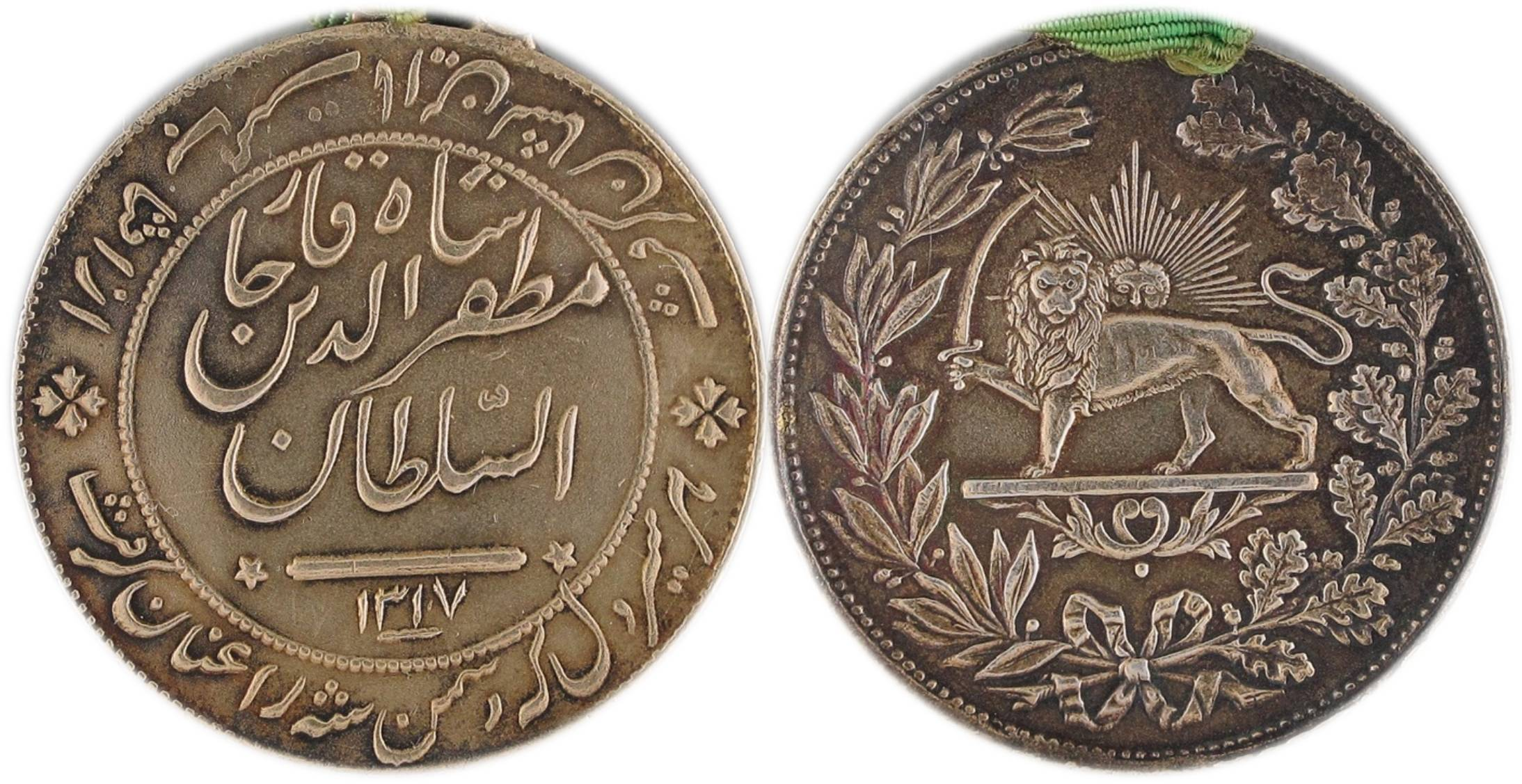
نشان برنزی جلادت مظفرالدین شاه؛ ۱۳۱۷ هجری
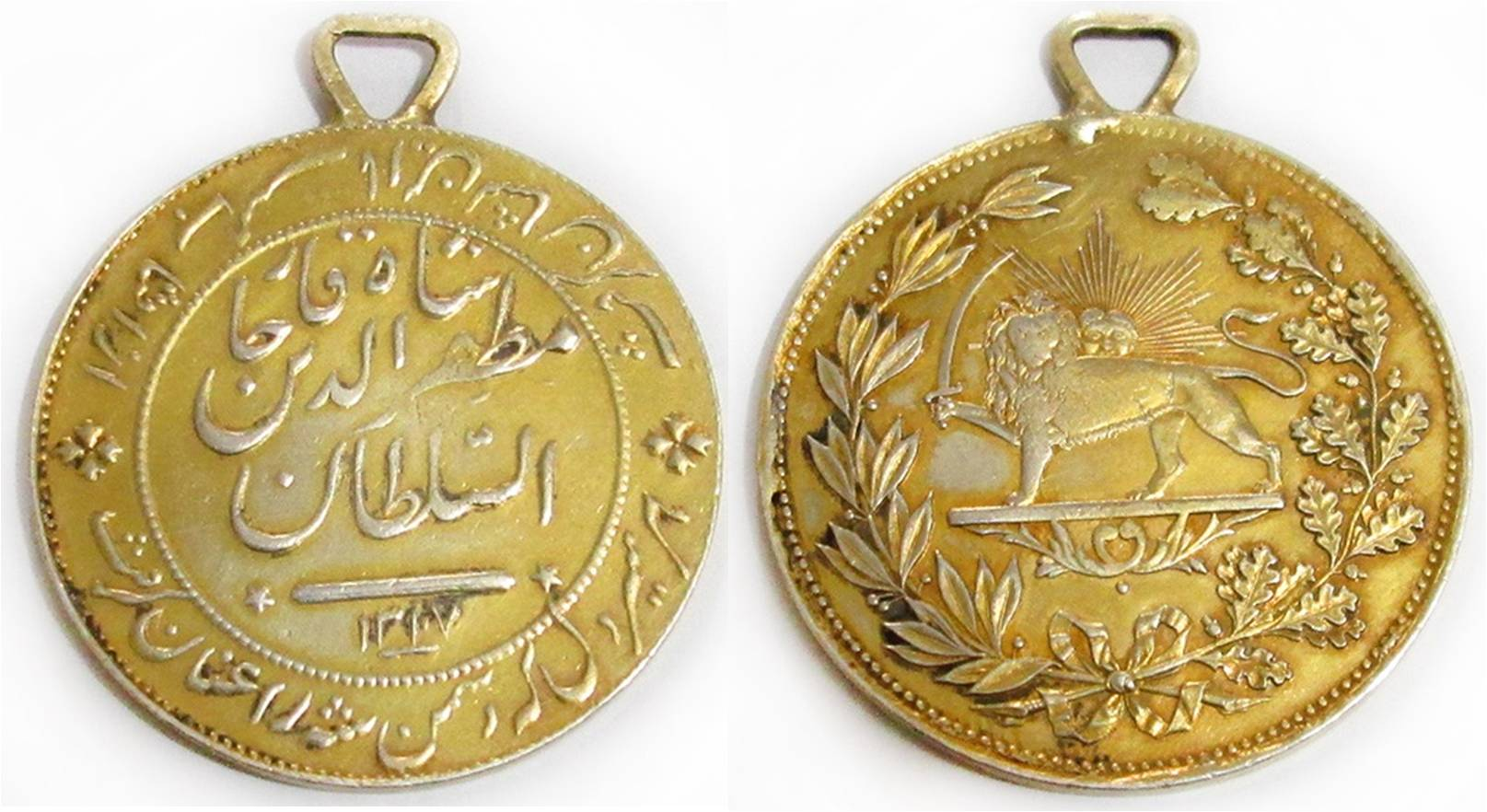
نشان مطلای مظفرالدین شاه؛ ۱۳۱۷ هجری
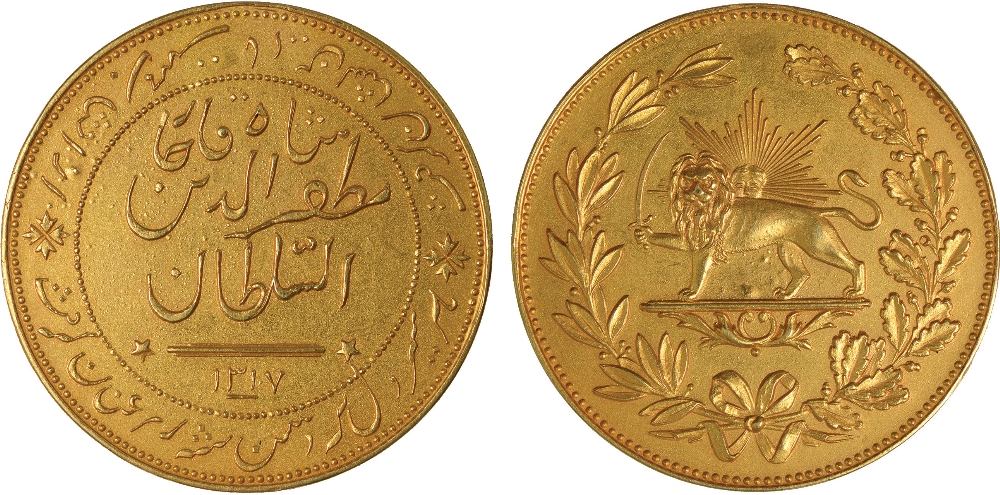
نشان طلای جلادت مظفرالدین شاه با خط شبه نستعلیق؛ ۱۳۱۷ هجری
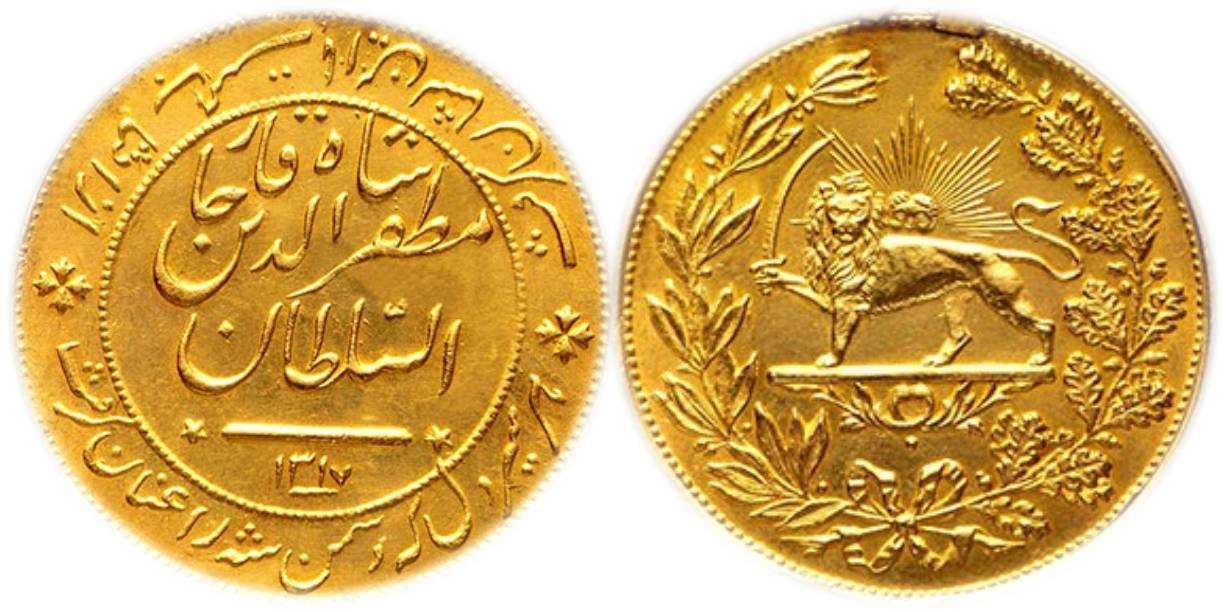
نشان جلادت مظفرالدین شاه با خط نستعلیق؛ ۱۳۱۷ هجری
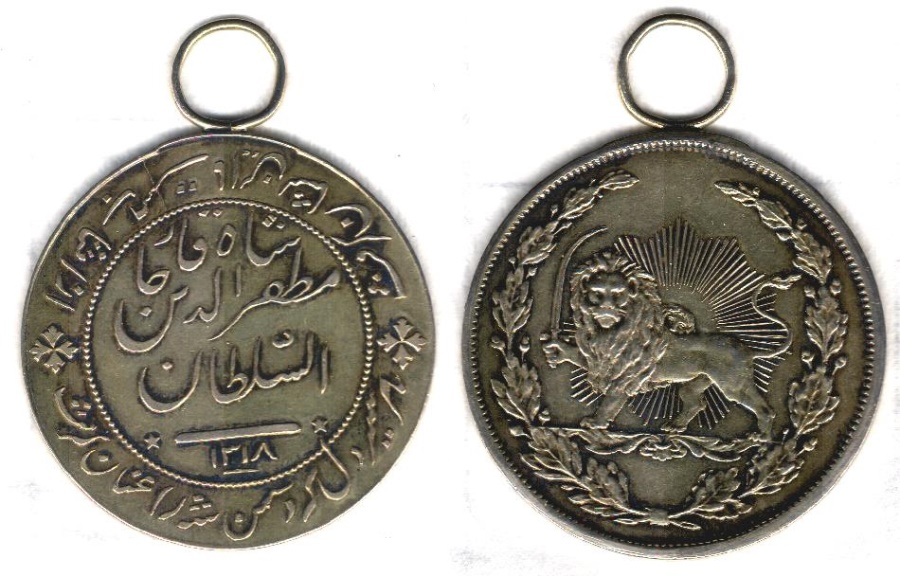
نشان نقره جلادت مظفرالدین شاه با طراحی متفاوت از شیر و خورشید؛ ۱۳۱۸ هجری

### نشان جلادت محمدعلی‌شاه
این نشان در زمان محمدعلی‌شاه با دو طراحی خطی و تصویری ضرب شده‌است. نوع خطی آن شبیه نشان‌های جلادت قبلی تنها دارای عنوان شاه بوده و نوع تصویری آن علاوه بر عنوان شاه دارای تصویری از محمدعلی‌شاه نیز هست.

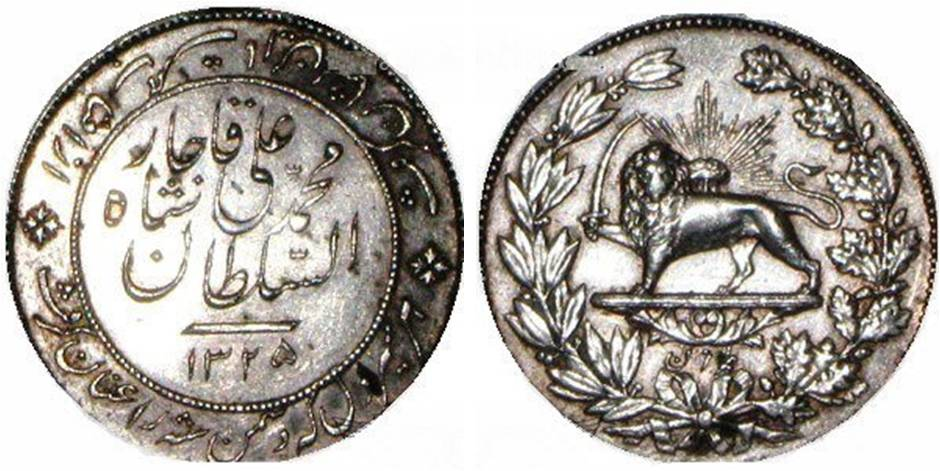
نشان جلادت محمدعلی‌شاه (نوع خطی)؛ ۱۳۲۵ هجری
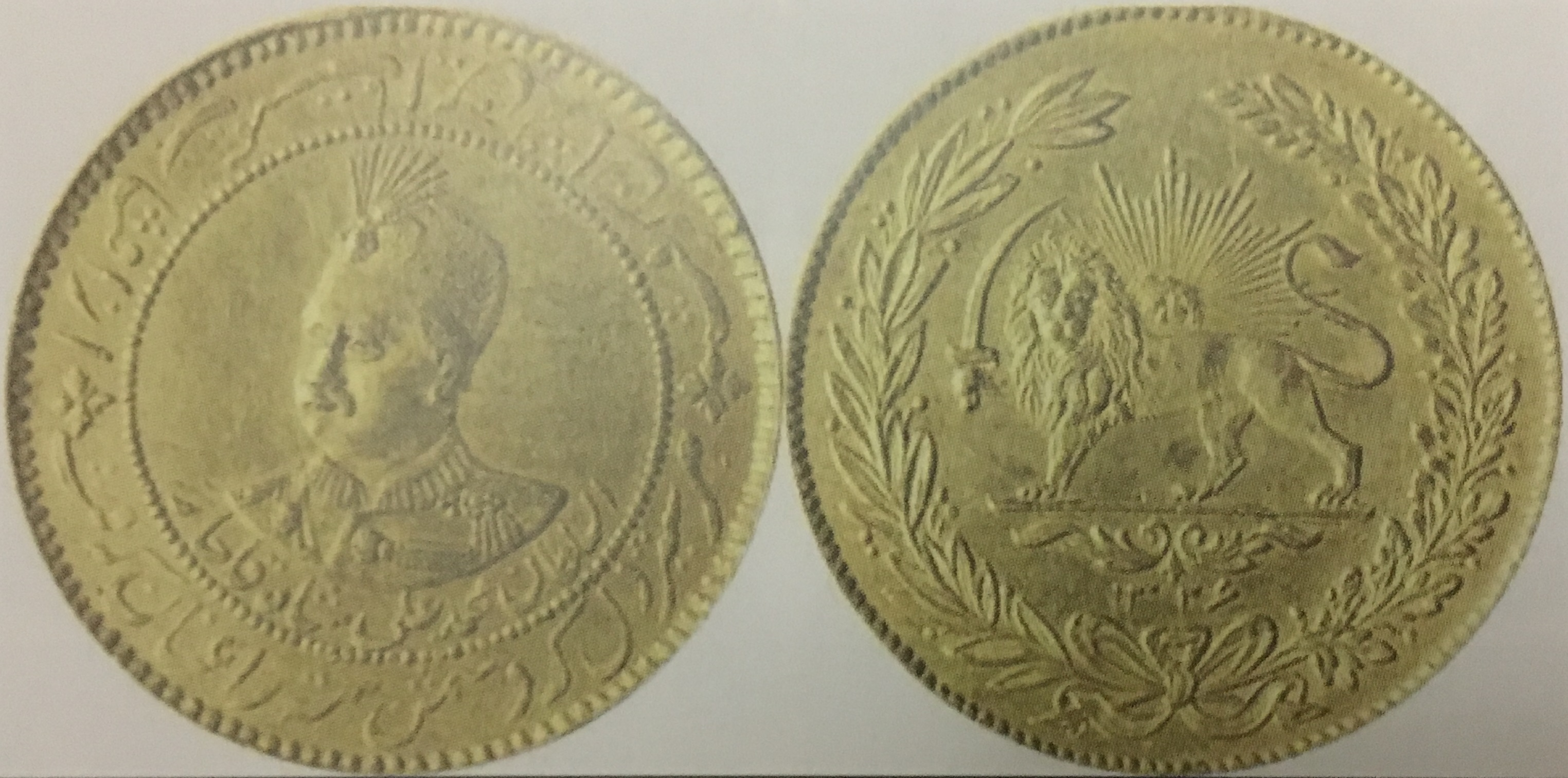
نشان طلای جلادت (نوع تصویری) محمدعلی‌شاه؛ ۱۳۲۶ هجری

### نشان جلادت احمدشاه
تنها نشانی که تاکنون از این نوع از دورهٔ احمدشاه به‌دست آمده، فاقد عبارت شعری مرسوم بوده و تنها حامل عنوان شاه به‌صورت «السلطان الاعظم و الخاقان الافخم سلطان احمدشاه قاجار» است؛ با این‌حال دارای سایر عناصر و نقوش این مدال است و چون نمی‌توان آن را در ردیف سایر نشان‌های این دوره طبقه‌بندی نمود احتمالاً تنها مدال جلادت این دوره است.

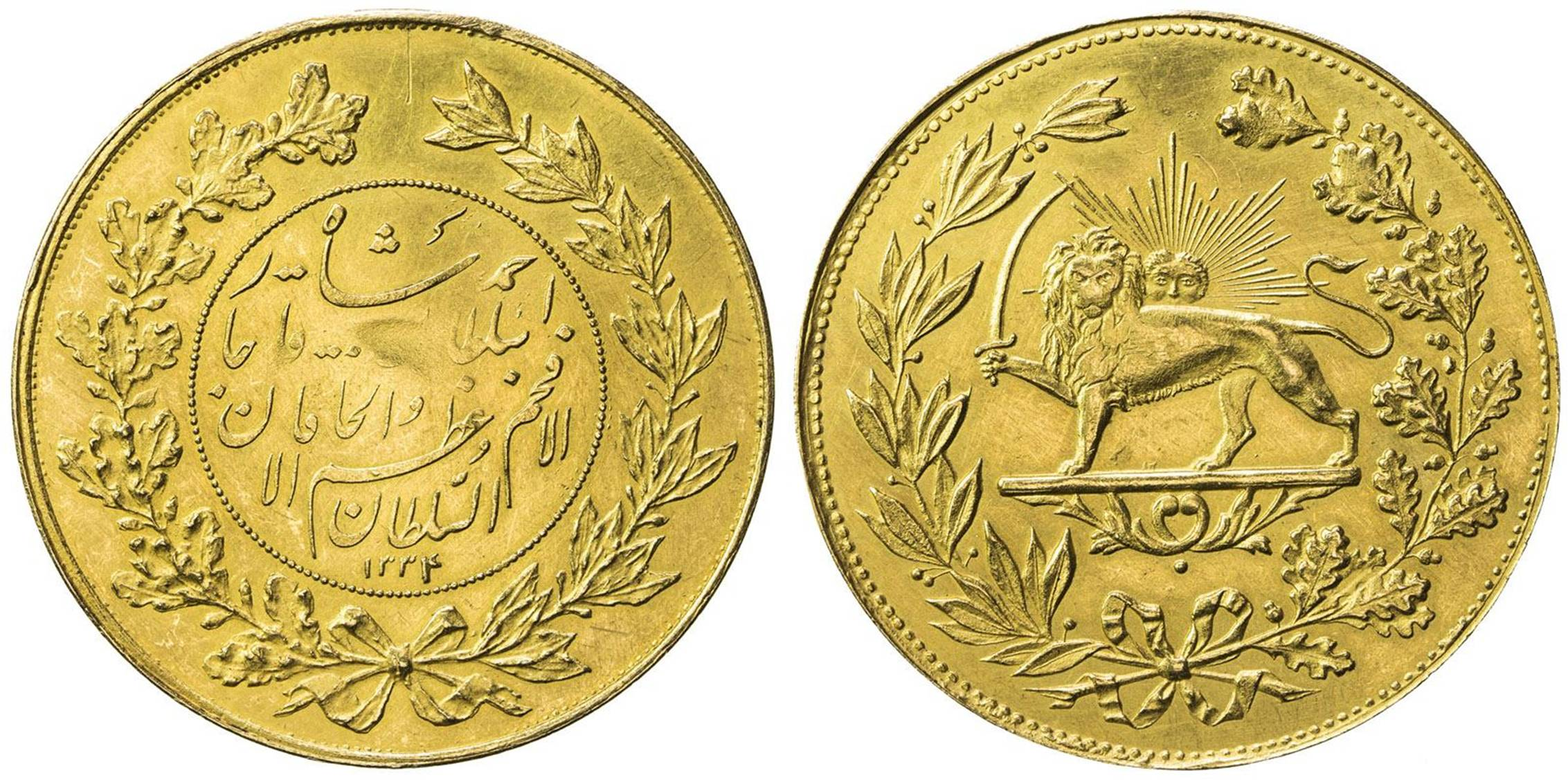
نشان درجه یک جلادت احمدشاه

### دورهٔ پهلوی
در دورهٔ پهلوی، نشان همایون جایگزین نشان جلادت گردید.